# Шлях до партнерства
Шлях до партнерства — американський юридичний драматичний телесеріал, створений Джорджією Лі за мотивами роману Хелен Ван « The Partner Track » 2013 року. Прем'єра відбулася на Netflix 26 серпня 2022 року .

## Опис
У центрі — Інгрід Юн, молода юристка-ідеалістка, яка  намагається стати партнером в елітній юридичній фірмі Нью-Йорка, не зрадивши власні принципи та розібратися з коханням, друзями й сімейними очікуваннями.

## У ролях
- Арден Чо — Інгрід Юн
- Александра Туршен — Рейчел Фрідман
- Бредлі Гібсон — Тайлер Робінсон
- Домінік Шервуд — Джефф Мерфі
- Роб Гіпс — Нік Ларен
- Нолан Джерард Фанк — Ден Феллон
- Метью Раух — Марті Адлер
- Робі Аттал — Джастін Коулман

## Український Дубляж
- Студія: LeDoyen Studio
- Менеджер проекту: Ярослав Сидоренко
- Режисер дубляжу: Євгеній Сардаров
- Звукооператор: Віктор Алферов (серії 1-5), Наталія Литвин (серії 6-10)
- Спеціаліст зі зведення звуку: Олег *Кульчицький (серії 1-5), Альона Шиманович (серії 6-10)
- Перекладач: Олена Василевська

Ролі дублювали:
- Інґрід — Дарина Муращенко
- Тайлер — Олександр Погребняк
- Рейчел — Антоніна Хижняк
- Мерфі — Євгеній Лісничий
- Нік — Володимир Гурін
- Зі — Дмитро Гаврилов
- Ден — Кирило Татарченко
- Джастін — Євгеній Сардаров
- Марті — Михайло Войчук
- Вікторія — Лариса Руснак
- Реймонд — Олег Лепенець
- Сан-Хун — Андрій Альохін
- Су-ЮН — Аліна Проценко
- Тодд — В'ячеслав Скорик
- Тед — Юрій Висоцький
- Вуджей — Катерина Брайковська
- Валдо — Назар Задніпровський
- Ліна — Анастасія Павленко
- Картер — Роман Чорний
- Франклін — Сергій Солопай
- Гантер — Андрій Соболєв

Додатковий акторський склад: Вікторія Кулініч, Віталій Ізмалков, Юрій Сосков, Роман Солошенко, Ярослав Сидоренко, Ольга Радчук, Олена Узлюк, Катерина Брайковська, В'ячеслав Хостікоєв, Кристина Вижу, Ілона Бойко, Вікторія Бакун, Наталія Романько-Кисельова

## Виробництво
14 вересня 2021 року Netflix замовив виробництво серіалу з десяти епізодів. Серіал знімали в Нью-Йорку. Прем'єра серіалу відбулася 26 серпня 2022 року .